# Sĩ quan cấp tướng
Sĩ quan cấp tướng hay Tướng lĩnh, là danh từ chung trong tiếng Việt để chỉ các sĩ quan mang nhóm cấp bậc quân hàm cao cấp nhất trong lực lượng vũ trang của nhiều quốc gia, gồm cả Lục quân, Hải quân và Không quân, thậm chí bao gồm cả các nhánh quân sự khác như cảnh sát, tuần duyên.

Hoàng đế Pháp Napoléon Bonaparte (1769-1821)

Trong một số văn cảnh tài liệu Việt ngữ, các sĩ quan cấp tướng thường được xưng là Tướng quân. Ngoài ra, đối với các sĩ quan cấp tướng trong Hải quân, còn được gọi chung là Sĩ quan cấp đô đốc hoặc vắn tắt là đô đốc. Theo nghĩa rộng, sĩ quan cấp tướng có thể bao gồm các cấp bậc Nguyên soái hoặc tương đương.

## Từ nguyên
Có nguồn gốc từ chữ Hán, "Tướng" (將) trong tiếng Việt dùng để chỉ những người giữ chức vụ cao cấp trong quân đội, chỉ huy đội quân với quy mô lớn. Trong lịch sử, danh xưng "tướng" từng được dùng cho nhiều chức vụ võ quan trong thời phong kiến như Thượng tướng quân, Đại tướng quân...
Tại Đông Á, danh xưng "tướng" được dùng với ý nghĩa là một cấp bậc quân sự hiện đại bắt đầu từ Nhật Bản vào năm 1867 khi Lục quân Đế quốc Nhật Bản được thành lập. Từ đó, sĩ quan cấp tướng (将官, tướng quan) được sử dụng để chỉ các cấp bậc sĩ quan cao cấp trong quân đội. Tại Việt Nam, trong Sắc lệnh số 33 năm 1946, lần đầu tiên quy định về cấp bậc sĩ quan, đã quy định cấp tướng gồm 3 cấp, chỉ huy quân đội từ quy mô Sư đoàn đến Tập đoàn quân.
Tại phương Tây, danh xưng "general" (tiếng Anh) hay "général" (tiếng Pháp), được ghi nhận xuất hiện phổ biến vào thế kỷ 16, như một sự rút ngắn của chức vụ capitaine général của Pháp. Từ cuối thời Trung cổ, danh xưng này về sau được gắn thêm chức vụ để chỉ quyền hạn hoặc địa vị của cá nhân đó. Danh xưng "general" được dùng trong cả quân sự lẫn dân sự (trong khi trong ngữ cảnh tiếng Việt, danh xưng "tướng" chỉ dùng trong quân sự). Trong quân sự, thuật ngữ "general officer" được dùng tương đương sĩ quan cấp tướng trong tiếng Việt, các thuật ngữ còn lại ở cấp thấp hơn là "field officers" hay "field-grade officers" (tương đương cấp tá), và "company-grade officers" (tương đương cấp úy).

## Phân hạng
Việc phân hạng sĩ quan cấp tướng trên thế giới có thể phân thành 2 truyền thống chính là phân theo quy mô đơn vị và theo địa vị quân sự. Tùy theo đặc thù văn hóa, mỗi quốc gia có các phân hạng riêng, nhưng chủ yếu là các hệ thống sau:

### Truyền thống Đông Á
Do ảnh hưởng văn minh Trung Hoa, các nước đồng văn ở Đông Á đều sử dụng danh xưng "tướng" đi kèm với tiền tố để chỉ cấp bậc của sĩ quan cấp tướng (trừ Nhật Bản ngày nay), dùng chung cho cả cho cả Hải Lục Không quân (trừ Việt Nam có danh xưng riêng cho cấp tướng hải quân). Cụ thể như sau (xếp từ thấp đến cao):
Việt Nam
- Thiếu tướng
- Trung tướng
- Thượng tướng
- Đại tướng

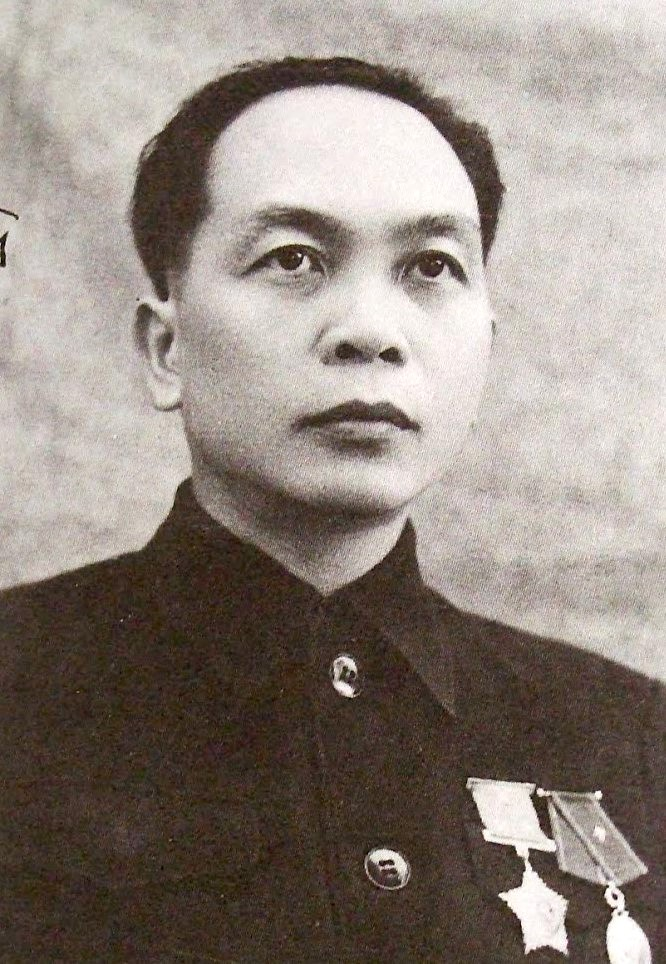
Đại tướng Võ Nguyên Giáp
Tổng Tư lệnh Quân đội nhân dân Việt Nam

Cấp bậc tướng ban đầu dùng chung cho cả Hải Lục Không quân. Tuy nhiên, từ năm 1981, cấp bậc Đô đốc được dùng cho các sĩ quan cấp tướng trong Hải quân. Dù vậy, trong nhiều tài liệu vẫn quen dùng như cũ.
Cộng hòa Nhân dân Trung Hoa
- Thiếu tướng (少将, Shao jiang)
- Trung tướng (中将, Zhong jiang)
- Thượng tướng (上将, Shang jiang)

Trong lịch sử, Cộng hòa Nhân dân Trung Hoa từng tồn tại cấp bậc Đại tướng (sau đổi thành Nhất cấp Thượng tướng). Đến năm 1994, cấp bậc này bãi bỏ hoàn toàn.
Trung Hoa Dân quốc
- Thiếu tướng (少将, Shao jiang)
- Trung tướng (中将, Zhong jiang)

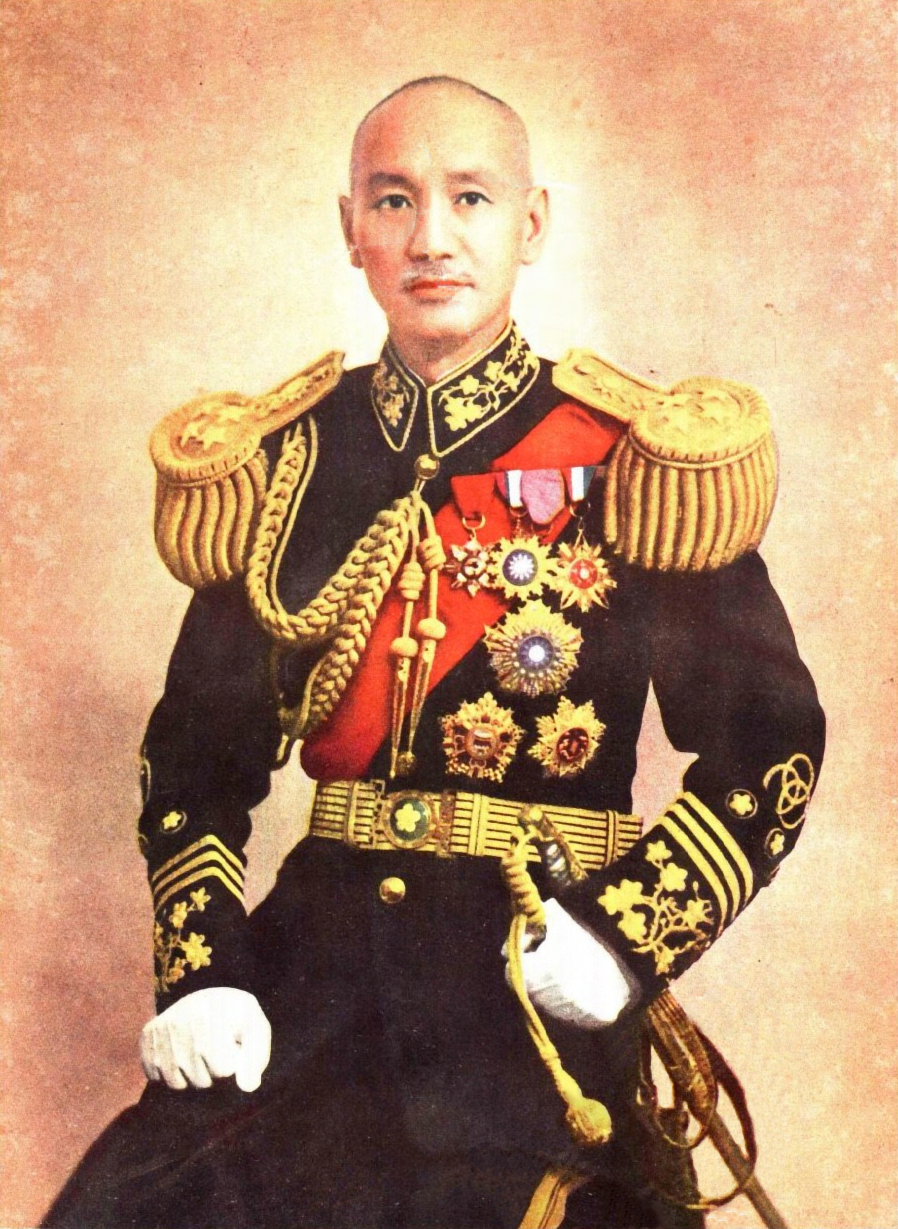
Tổng thống lĩnh Tưởng Giới Thạch
Tổng tài Quốc dân Đảng Trung Quốc

- Nhị cấp Thượng tướng (二級上将, Erji Shang jiang)
- Nhất cấp Thượng tướng (一級上將, Yiji Shang jiang

Trong lịch sử, Trung Hoa Dân quốc từng tồn tại cấp bậc Đặc cấp Thượng tướng để tôn phong cho Tổng tư lệnh Tưởng Giới Thạch. Sau khi ông qua đời, cấp bậc này bãi bỏ hoàn toàn.
Cộng hòa Dân chủ Nhân dân Triều Tiên
- Thiếu tướng (소장, Sojang)
- Trung tướng (중장, Chungjang)
- Thượng tướng (상장, Sangjang)
- Đại tướng (대장, Daejang)

Hàn Quốc
- Chuẩn tướng (준장, Junjang)
- Thiếu tướng (소장, Sojang)
- Trung tướng (중장, Jungjang)
- Đại tướng (대장, Daejang)

Tuy Hàn Quốc tồn tại cấp bậc Nguyên soái (원수, Wonsu), thường được tài liệu tiếng Việt dịch là Thống tướng, nhưng trên thực tế cấp bậc này chưa hề tôn phong cho bất cứ cá nhân nào.
Nhật Bản
- Thiếu tướng (将補, Shōho)
- Trung tướng (将, Shō)

Ngoài ra, tại Nhật Bản, đối với các sĩ quan cấp tướng giữ chức vụ Tham mưu trưởng Liên quân hoặc Tham mưu trưởng quân chủng, tuy danh xưng cấp bậc này vẫn gọi Shō nhưng sử dụng một cấp hiệu đặc biệt riêng. Tài liệu tiếng Việt vẫn dịch sĩ quan mang cấp hiệu này là "Đại tướng".
Trong lịch sử, Nhật Bản từng sử dụng hệ thống cấp bậc Thiếu Trung Đại tướng, ngoài ra còn có cấp bậc Nguyên soái Đại tướng (元帥大将, Gensui Taishō). Tuy nhiên, hệ thống cấp bậc này đã bị bãi bỏ sau khi Đế quốc Nhật Bản thất trận trong Thế chiến thứ hai.

### Truyền thống Thịnh vượng chung
Hệ thống phân hạng sĩ quan cấp tướng theo truyền thống Thịnh vượng chung là hệ thống phổ biến nhất trên thế giới. Nó được sử dụng ở Anh (dù không thực sự bắt nguồn từ Anh), phổ biến hầu hết châu Âu, lan sang Khối Thịnh vượng chung, Mỹ và nhiều quốc gia khác trên thế giới (ảnh hưởng đến cả Đông Á)... Theo truyền thống này, sĩ quan cấp tướng được tiền tố như một tính từ để chỉ cấp bậc và địa vị. Tuy nhiên, theo đặc thù văn hóa, danh xưng "general" có thể chỉ sử dụng riêng cho Lục quân (Anh) hoặc cả Lục quân lẫn Không quân (Mỹ). Riêng Hải quân sử dụng hệ thống phân hạng riêng.
Anh
- Major-General
- Lieutenant-General
- General (hay full General)

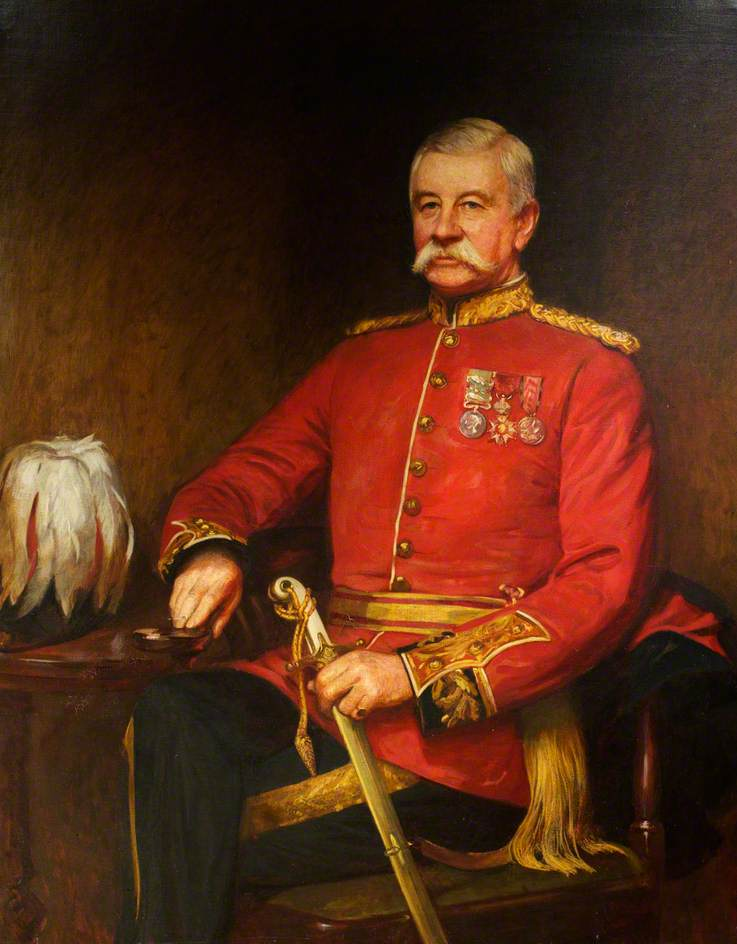
Thiếu tướng William Allan
Tướng quân Anh tham chiến trong Chiến tranh Krym

Hệ thống phân hạng của Anh không xem cấp bậc Lữ trưởng (Brigadier) vào nhóm sĩ quan cấp tướng. Ngoài ra, hệ thống này chỉ dùng riêng cho Lục quân.
Mỹ
- Brigadier General
- Major General
- Lieutenant General
- General

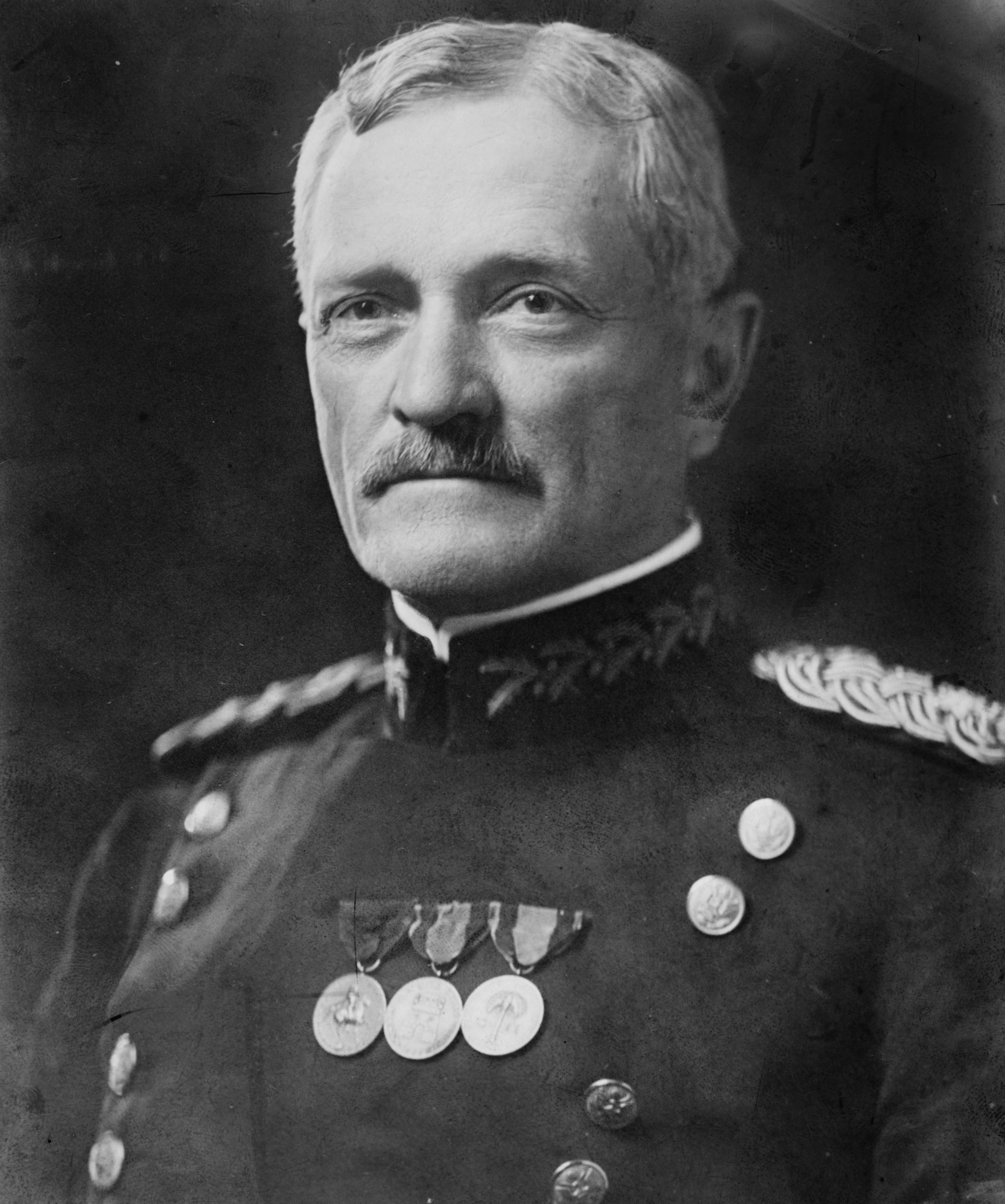
Đại Thống tướng John J. Pershing

Trong lịch sử, Mỹ từng tồn tại các bậc quân hàm được xem là cao nhất trong quân sự là General of the Army dành cho Lục quân, General of the Air Force dành cho Không quân (tài liệu tiếng Việt thường dịch là Thống tướng) và cấp bậc quân sự tối cao là General of the Armies (tài liệu tiếng Việt thường dịch là Đại thống tướng). Tuy nhiên, các cấp bậc này không được phong cho bất kỳ ai kể từ năm 1950 đến nay.
Khác với hệ thống phân hạng của Anh, hệ thống phân hạng của Mỹ đặt cấp bậc Brigadier General vào nhóm sĩ quan cấp tướng, thường được các tài liệu tiếng Việt dịch là Chuẩn tướng.
Đức
- Brigadegeneral
- Generalmajor
- Generalleutnant
- General

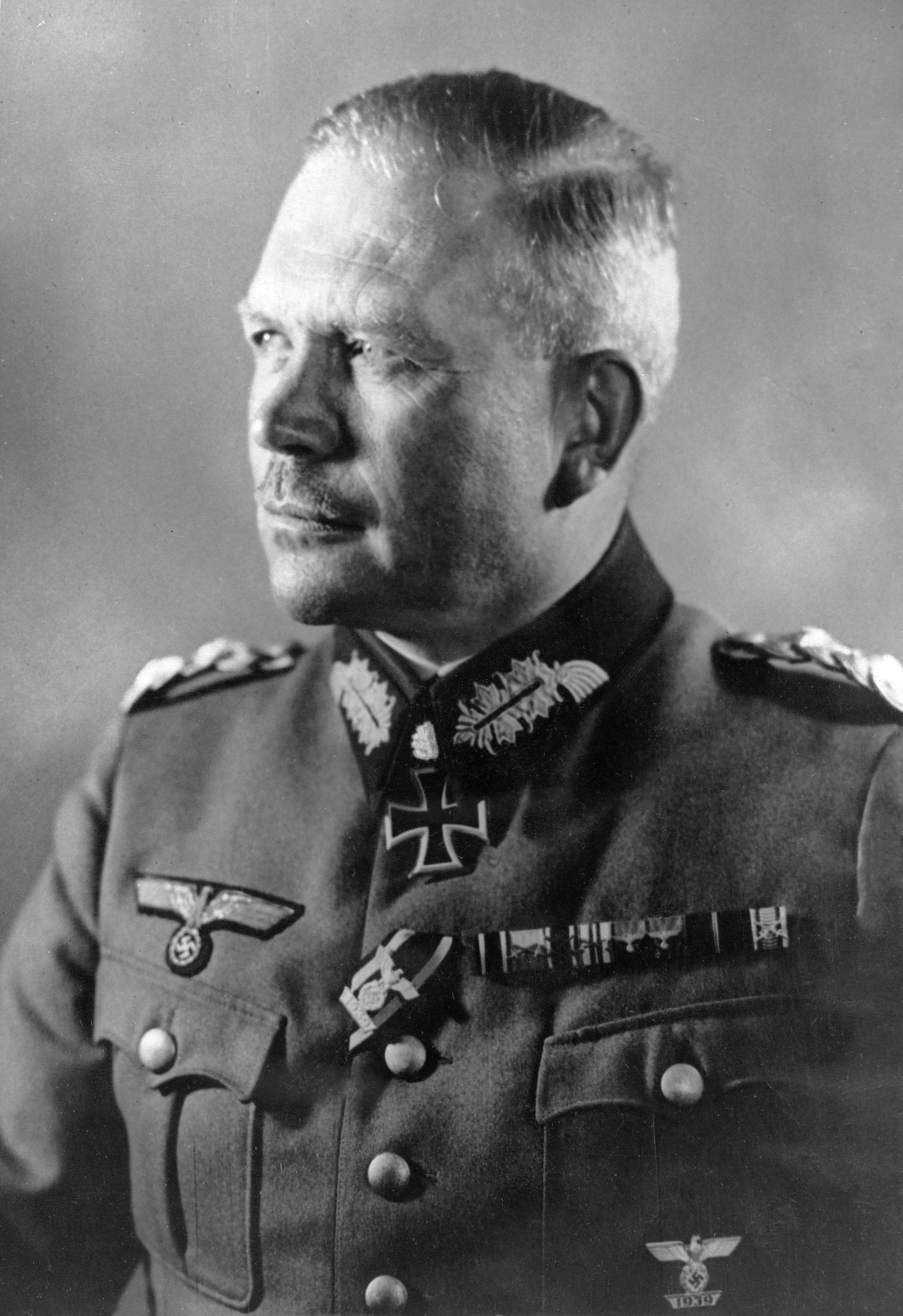
Đại tướng Heinz Wilhelm Guderian, Tư lệnh Cụm Thiết giáp số 2, tháng 7 năm 1941.

Trong lịch sử Đức, từng tồn tại cấp bậc Generaloberst (tài liệu tiếng Việt dịch là "Chuẩn thống chế" hoặc "Đại tướng cấp cao") và Generalfeldmarschall (tài liệu tiếng Việt dịch là "Thống chế"). Tuy nhiên các cấp bậc bị bãi bỏ sau khi Đức Quốc xã thất trận trong Thế chiến thứ hai.
Ngoài ra, từ 1956 đến 1990, Cộng hòa Dân chủ Đức tồn tại cấp bậc Armeegeneral (tương đương Đại tướng). Tuy nhiên, sau khi Đức thống nhất thì cấp bậc này cũng bị bãi bỏ.

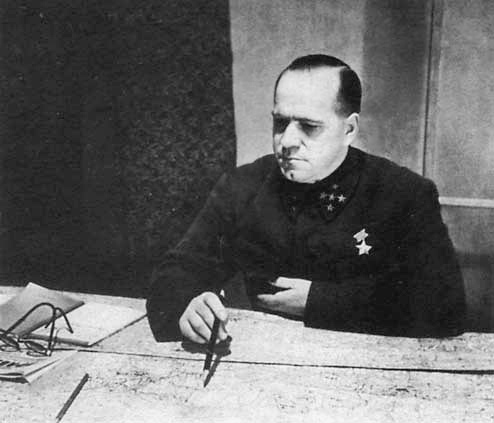
Đại tướng Georgy Konstantinovich Zhukov, Tư lệnh Phương diện quân Tây, tháng 10 năm 1941.

Nga
- Генера́л-майо́р
- Генера́л-лейтена́нт
- Генера́л-полко́вник
- Генера́л а́рмии

### Truyền thống Pháp
Hệ thống phân hạng sĩ quan cấp tướng theo truyền thống Pháp là hệ thống phổ biến thứ hai trên thế giới, được xem là bắt nguồn từ Cách mạng Pháp. Theo truyền thống này, với quan điểm bình đẳng, sĩ quan cấp tướng được xem như ngang cấp nhau, được phân biệt bởi hậu tố chỉ quy mô đơn vị mà người đó chỉ huy. Cũng giống như truyền thống Thịnh vượng chung, Hải quân sử dụng hệ thống phân hạng riêng.
Pháp

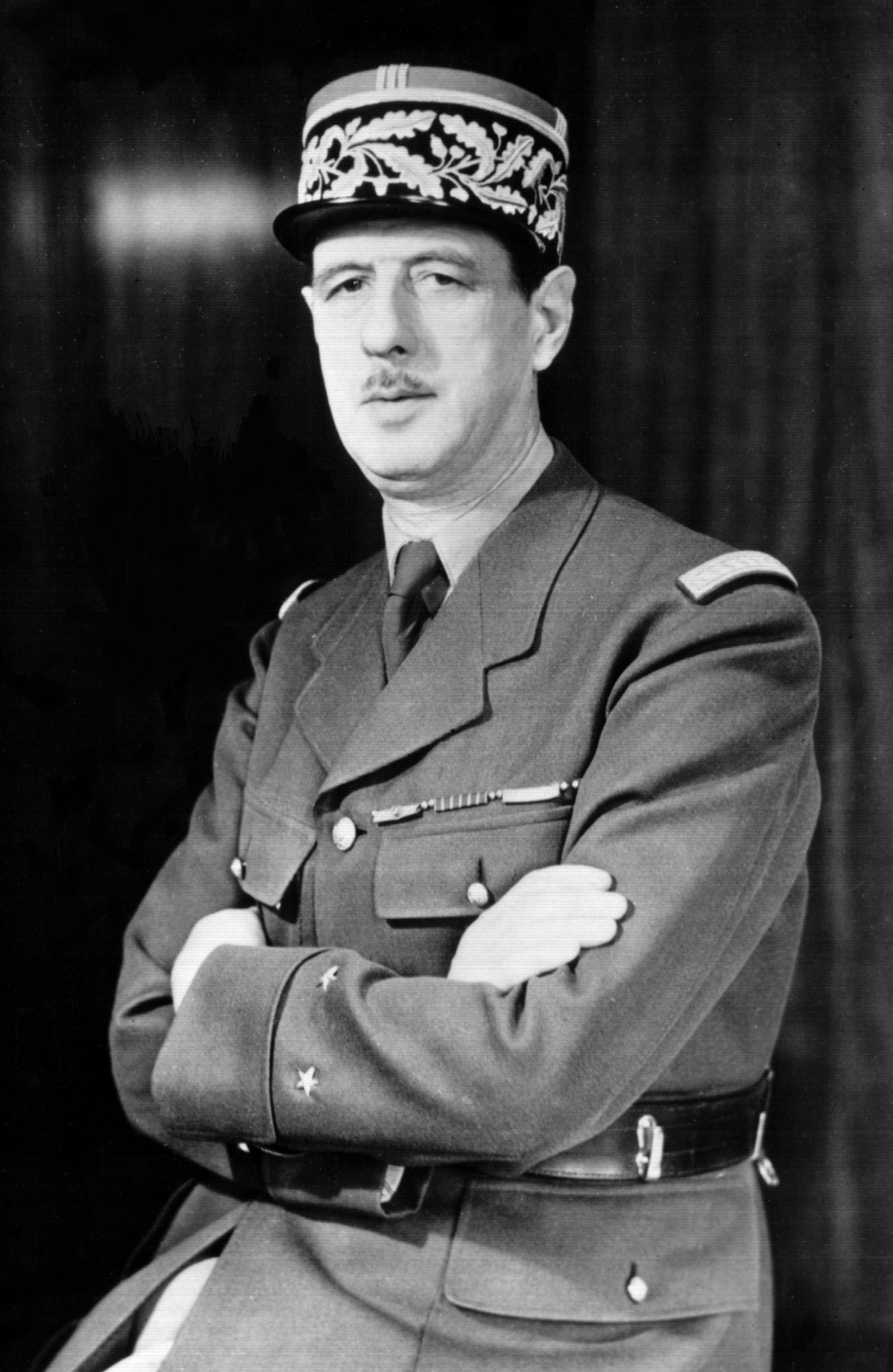
Chuẩn tướng Charles de Gaulle
Tổng thống thứ 18 của Pháp

- Général de brigade (Tướng lữ đoàn - Chuẩn tướng)
- Général de division (Tướng sư đoàn - Thiếu tướng)
- Général de corps d'armée (Tướng quân đoàn - Trung tướng)
- Général d'armée (Tướng tập đoàn quân - Đại tướng)

Trên thực tế, cấp bậc cao nhất của một sĩ quan Pháp có thể nhận được là Général de division (thường được dịch là "Thiếu tướng"). Hai cấp bậc Général de corps d'armée (tương đương Trung tướng) và Général d'armée (tương đương Đại tướng) chỉ dùng như một cấp bậc phân biệt cho các sĩ quan cấp tướng được bổ nhiệm vào một số chức vụ nhất định. VD cấp bậc Général d'armée chỉ dùng cho các sĩ quan cấp Général de division được bổ nhiệm vào các chức vụ Tổng tham mưu trưởng hoặc Tham mưu trưởng cấp quân chủng.
Tây Ban Nha
- General de brigada
- General de división
- Teniente general
- General de Ejército

Ngoài ra, hệ thống phân hạng sĩ quan cấp tướng của Tây Ban Nha tồn tại cấp bậc Capitán general (tương đương Thống tướng). Tuy nhiên đây chỉ là một cấp bậc danh dự, dành riêng cho Quốc vương Tây Ban Nha. Một ít tướng lĩnh cũng được phong cấp bậc đặc biệt này, nhưng không có ý nghĩa gì về mặt quân sự.

### Truyền thống Ả Rập
Hầu hết các quốc gia ở Trung Đông và Bắc Phi như Ai Cập, Syria, Arab Saudi, Iraq... sử dụng hệ thống danh xưng riêng theo truyền thống Ả Rập. Tuy nhiên truyền thống này không được sử dụng ở những nơi khác trên thế giới. Nó được cho là có nguồn gốc từ hệ thống cấp bậc quân sự của Đế quốc Ottoman và Vương quốc Ai Cập, được bản địa hóa bằng cách sử dụng danh xưng trong tiếng Ả Rập. Hệ thống này sử dụng danh xưng chung cho cả 3 nhánh Hải Lục Không quân.
| Cấp bậc  | Phiên âm    | Tương đương |  |
| Cấp bậc  | Phiên âm    | Tương đương |  |
| مشير     | mushīr      | Thống tướng |  |
|          |             |             |  |
| فريق أول | farīq awwal | Đại tướng   |  |
|          |             |             |  |
| فريق     | farīq       | Trung tướng |  |
|          |             |             |  |
| لواء     | liwāʾ       | Thiếu tướng |  |
|          |             |             |  |
| عميد     | ʿamīd       | Chuẩn tướng |  |

Cũng giống như hệ thống phân hạng cấp tướng của Anh, truyền thống Ả Rập không xếp sĩ quan cấp ʿamīd vào cấp tướng.